# Mondreville (Seine-et-Marne)
Mondreville ist eine französische Gemeinde im Département Seine-et-Marne in der Region Île-de-France. Sie gehört zum Kanton Nemours im Arrondissement Fontainebleau. Die Bewohner nennen sich die Mondrevillois oder Mondrevilloises.
Die Gemeinde grenzt im Nordwesten an Arville, im Norden an Aufferville (Berührungspunkt), im Nordosten an Maisoncelles-en-Gâtinais, im Osten an Chenou, im Südosten an Château-Landon, im Süden an Sceaux-du-Gâtinais und im Westen an Gironville.

## Bevölkerungsentwicklung
| Jahr      | 1962 | 1968 | 1975 | 1982 | 1990 | 1999 | 2008 | 2014 |
| --------- | ---- | ---- | ---- | ---- | ---- | ---- | ---- | ---- |
| Einwohner | 347  | 330  | 287  | 280  | 320  | 354  | 354  | 358  |

## Sehenswürdigkeiten
Siehe auch: Liste der Monuments historiques in Mondreville (Seine-et-Marne)
- Kirche Saint-Étienne, schrittweise erbaut vom 12.–14. Jahrhundert, Monument historique

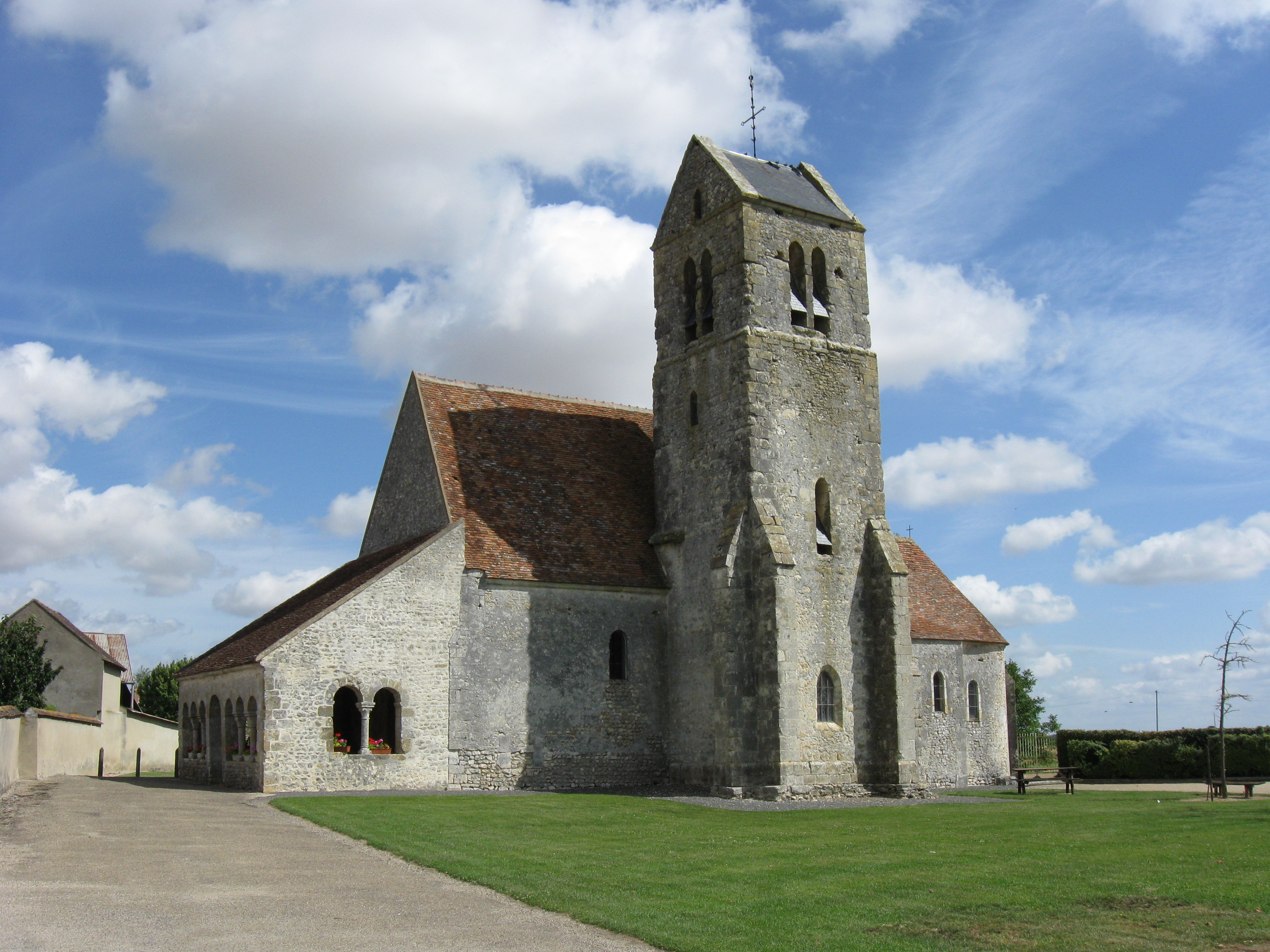
Kirche Saint-Étienne
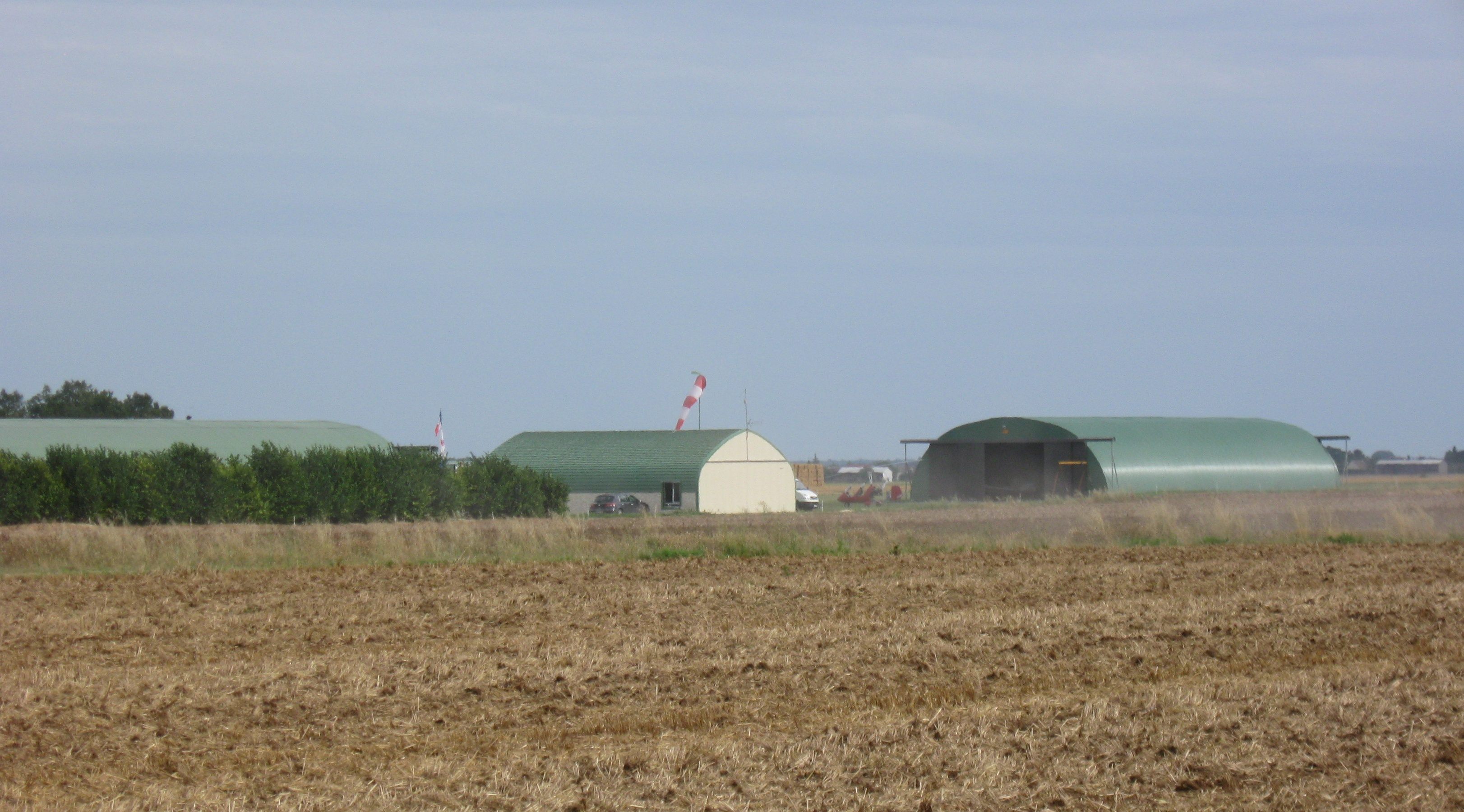
Zur Landebahn gehörende Infrastruktur